# Тальцы-Мологские
Тальцы Мологские — железнодорожная станция Волховстроевского отделения Октябрьской железной дороги. Расположена в Любытинском районе Новгородской области. До станции Будогощь — 30 км, до станции Водогон — 10 км, до станции Неболчи — 40 км.
Путевое развитие станции — 4 пути:
- I путь — главный
- 2 путь — для приёма и отправления пассажирских и грузовых поездов
- 3 путь и 4 путь — для приёма и отправления грузовых поездов.

На станции имеется платформа для посадки/высадки пассажиров между 1 и 2 путями. Билетной кассы на станции нет. Круглосуточно работает дежурный по станции.
Пригородное сообщение: на станции останавливаются все проходящие пригородные поезда.
| № поезда | Сообщение          | Прибытие | Стоянка | Отправление | Примечание |
| -------- | ------------------ | -------- | ------- | ----------- | ---------- |
| 6959     | Хвойная — Будогощь | 8:48     | 1       | 8:49        | Вт, Пт, Сб |
| 6960     | Будогощь — Хвойная | 10:42    | 1       | 10:43       | Вт,Сб      |
| 6957     | Хвойная — Будогощь | 15:41    | 1       | 15:42       | Вт, Вс     |
| 6958     | Будогощь — Хвойная | 17:34    | 1       | 17:35       | Вт, Пт, Вс |

Дальние поезда: на станции имеет остановку пассажирский поезд № 610/609 Санкт-Петербург-Сонково-Санкт-Петербург
| № поезда | Сообщение                            | Прибытие | Стоянка | Отправление | Примечание |
| -------- | ------------------------------------ | -------- | ------- | ----------- | ---------- |
| 610      | Санкт-Петербург(Ладожский) — Сонково | 1:46     | 2       | 1:48        | Сб         |
| 609      | Сонково — Санкт-Петербург(Ладожский) | 4:01     | 1       | 4:02        | Пн         |

Грузовое движение: по станции проследует порядка 8 пар грузовых поездов в сутки (на Санкт-Петербург и Москву).
Рядом со станцией находится мемориал-захоронение времён Великой Отечественной войны. Здесь похоронено 22 бойца.